# Robert Bengsch
Robert Bengsch (Frankfurt de l'Oder, 6 d'octubre de 1983) és un ciclista alemany especialitzat en la pista. Ha guanyat també algunes proves en ruta.

## Palmarès en pista
- 2007
  -  Campió d'Alemanya en Madison (amb Marcel Kalz)
- 2008
  -  Campió d'Alemanya en Madison (amb Marcel Kalz)
  -  Campió d'Alemanya en Persecució per equips
  -  Campió d'Alemanya en Òmnium
- 2011
  -  Campió d'Alemanya en Madison (amb Marcel Kalz)
  -  Campió d'Alemanya en Òmnium
  - 1r als Sis dies de Bremen (amb Robert Bartko)
- 2012
  -  Campió d'Alemanya en Madison (amb Marcel Kalz)
  -  Campió d'Alemanya en Puntuació

### Resultats a laCopa del Món
- 2004-2005
  - 1r a Los Angeles, en Persecució per equips

## Palmarès en ruta
- 2008
  - 1r al Tour d'Alsàcia i vencedor d'una etapa
- 2010
  - Vencedor d'una etapa a la Volta a Bulgària